# Mbugu (peuple)
Pour les articles homonymes, voir Mbugu.
Les Mbugu sont un peuple d'Afrique de l'Est établi au nord-est de la Tanzanie, dans les monts Usambara. Ils sont proches des Shambala et des Pare.

## Ethnonymie
Selon les sources, on observe quelques variantes : Ma'a, Mbougou, VaMa'a, VaMbugu, Wambugu.

## Langues
Leur langue propre est le mbugu, un cas atypique de langue mixte, bantoue par sa syntaxe et couchitique par son vocabulaire, dont le nombre de locuteurs était estimé à 7 000 en 1997. Mais la population mbugu dans son ensemble compterait environ 32 000 personnes, car beaucoup parlent aussi l'asu, le shambala ou le swahili.